# Pôles de compétitivité dans les Pays de la Loire
La région des Pays de la Loire compte en 2015 neuf pôles de compétences dont trois pôles régionaux (Atlanpôle biothérapie, pôle de compétivité EMC2, Végépolys) et quatre pôles inter régionaux, parmi les 67 validés initialement par le CIADT du 12 juillet 2005 et modifiés lors du CDIAT du 11 mai 2010. Chacun de ces pôles de compétitivité a pour objectif de créer des emplois et d'accroître l'attractivité de la région dans un domaine donné, au niveau national ou international. Le pôle Végétal spécialisé est le seul retenu comme « pôle de compétitivité d'envergure mondiale ».

## Atlanpole Biotherapies
Le pôle Atlanpole Biotherapies regroupe environ soixante-dix entreprises des biotechnologies et de la santé spécialisé dans l'immunologie et la thérapie génique et cellulaire.
Les hôpitaux, les centres de lutte contre le cancer et les universités d'Angers et de Nantes ainsi que l’école vétérinaire de Nantes y contribuent.
En 2008, le pôle Atlanpole Biotherapies comptait 49 établissements membres, regroupant 1 500 salariés. Il avait labellisé 14 projets avec financements publics correspondant à 17 millions d'euros de financements.

## Elastopôle
Le pôle Elastopôle concerne la filière caoutchouc et polymères et l'ensemble du cycle de vie de ces produits : matériaux, applications, process, environnement.
Il regroupe les entreprises et organismes de recherche de quatre régions : Île-de-France, Pays de la Loire, Auvergne et Centre-Val de Loire.

## EMC2: pôle de compétitivité innovant dédié aux technologies avancées de production
Le pôle de compétitivité EMC2 a été créé en juillet 2005 par Airbus, STX France (ex-chantiers de l'Atlantique, Alstom Marine), Auto Châssis International du Groupe Renault, DCNS et Beneteau. Il a pour vocation le développement par l’innovation de la compétitivité des acteurs industriels, donneurs d’ordre et PME/PMI, principalement dans les Pays de la Loire, mais également en Bretagne et Poitou-Charentes. Le premier rôle du pôle EMC2 est de développer un écosystème d’excellence en matière de recherche et de développement dans le champ de la mise en œuvre des matériaux avancés sur quatre marchés principaux : aéronautique, naval/off shore, transport terrestre et énergie.
En l’espace de 11 ans, ce pôle de compétitivité a labellisé 375 projets. Il compte aujourd’hui 330 adhérents et collabore avec 14 universités et écoles d’ingénieurs via 35 laboratoires de recherche. 
Le pôle EMC2 a signé fin mars 2008 le contrat de développement de la filière mécanique-matériaux avec l’État, les Pays de la Loire, le CETIM, NEOPOLIA[Qui ?], la chambre régionale du commerce et de l'industrie des Pays de la Loire, la FIM[Qui ?] et l'UIMM. Le contrat de la filière mécanique-matériau a pour but principal de mettre en synergie l’ensemble des acteurs régionaux au profit du développement économique des entreprises de la filière. Le Pôle EMC2 est responsable de l’axe 3 de ce contrat : Innovation et Développement durable.
Les projets labellisés par le Pôle bénéficient de moyens spéciaux tels que le CEMCAT[Qui ?] ou le Technocampus EMC², plate-forme régionale d’innovation de premier rang dans le domaine des composites. Ce centre technique, qui accueille déjà des partenaires académiques ou industriels, met à la disposition des PME/PMI des infrastructures importantes et offre une chance sans égale pour développer innovation et travail collaboratif.
Le pôle EMC2 est l'un des trois porteurs du projet de l'Institut de Recherche Technologique Jules Verne, labellisé Investissement d'avenir en mai 2011.

## iDforCAR
ID4CAR - pôle automobile
Commun avec les régions Bretagne et Poitou-Charentes pour la promotion du secteur automobile de l’ouest, ce pôle initialement intitulé Automobile haut de gamme se dénomme depuis 2009 ID4CAR à la suite d'un changement d'orientation lors de la crise économique de 2008. Le pôle est passé de la recherche sur les véhicules haut de gamme aux travaux sur l'électronique embarquée, les matériaux, la fabrication en petite série et la qualité perçue.
En 2008 ce pôle compte 55 établissements membres, regroupant 13 370 salariés. 
Il a labellisé 10 projets avec financements publics correspondant à 5,7 millions d'euros de financements.

## Images et Réseaux
Le pôle Images et Réseaux couvre Bretagne et Pays de la Loire. Il est orienté sur l'image et les télécommunications en Bretagne, sur les systèmes d'information en Pays de la Loire. Il travaille à la fois sur l'innovation technologique et sur les innovations usages et marchés.
En 2008 ce pôle compte 150 établissements membres, regroupant 8 830 salariés.

## Mer Bretagne Atlantique
Fondé en 2005 en Bretagne et déployé aujourd'hui sur la région des Pays de la Loire, le pôle Mer Bretagne Atlantique a pour mission de mettre en relation des PME, des groupes industriels, des laboratoires de recherche et des organismes publics, autour de projets collaboratifs et innovants dans le secteur maritime. Six domaines stratégiques sont concernés : la sécurité et la sûreté maritimes, le naval et le nautisme, les ressources énergétiques et minières marines, les ressources biologiques marines, l'environnement et l'aménagement du littoral, les ports, infrastructures et transport maritimes.

## Valorial
Lancé en Bretagne en 2006 et déployé aujourd’hui sur les régions des Pays de la Loire et de la Normandie, Valorial est un pôle de compétitivité agroalimentaire à vocation nationale ayant pour mission d’identifier, de monter et d’accompagner des projets de recherche et développement collaboratifs et innovants.

## Végépolys
Le pôle de compétitivité Végépolys, basé à Angers en Maine-et-Loire, est spécialisé dans le végétal.
Il est reconnu par le gouvernement français comme projet à vocation mondiale et regroupe huit filières de la production végétale : l’horticulture, la semence, le maraîchage, l’arboriculture, la vigne, les plantes médicinales (santé, beauté, bien-être), les champignons, le cidre et le tabac.
Angers et sa région comptent de grands centres de formation et de laboratoires de recherche sur le végétal : l’Institut national d'horticulture (INH), la Station nationale d'essais de semences (SNES), le Groupement national interprofessionnel des semences et des plants (GNIS), l’Institut national de la recherche agronomique (INRA) ou l’École supérieure d'agriculture d'Angers. Les professionnels du secteur du végétal, en Maine-et-Loire, unissent leurs compétences dans ce pôle pour l'amélioration de la santé humaine et de l’environnement paysager. Sa force tient au fait d'avoir réussi à faire coopérer 5 000 étudiants, 1 000 chercheurs et des centaines d’entreprises horticoles de la région.
Depuis 2010, le parc de loisirs autour du thème du végétal, Terra Botanica, est ouvert à Angers. Il a pour vocation la promotion du végétal et de l'Anjou et se veut être une vitrine du pôle de compétitivité.

## Autres pôles inter-régionaux

### Enfant
Ancré à Cholet, en Maine-et-Loire, le pôle Enfant réunit les acteurs locaux du marché de l'enfance. Un marché représentant 3 600 emplois et un chiffre d’affaires d’un milliard d’euros. Son label de pôle de compétitivité n'a pas été renouvelé en mai 2010. La nouvelle structure s'appelle depuis Nova Child.

### Génie civil et éco construction
Regroupe les entreprises de travaux publics et du bâtiment, laboratoires et grandes écoles de Nantes et de Saint-Nazaire qui conjuguent leurs compétences à vocation de spécialiste de niveau européen sur les ouvrages de génie civil.
La métropole de Nantes-Saint-Nazaire concentre un potentiel unique de plateformes expérimentales. La soufflerie climatique du CSTB est une des plus performantes au monde. Associée à cette soufflerie climatique, on trouve une soufflerie atmosphérique permettant le dimensionnement des grands ouvrages (viaduc de millau, stade de France, ...). Le LCPC est doté d'une centrifueuse géotechnique de forte capacité (200G) avec un simulateur de séisme en vol. Cet équipement permet le dimensionnement des ancrages des grands ouvrages (pont Rion Anti-Rion en Grèce). Le LCPC possède également un équipement destiné spécialement à l'étude des routes (manège de fatigue, piste de roulement, etc.). Enfin, l'Ecole Centrale de Nantes abrite un des plus grands bassins de houle d'Europe. Capable de générer de la houle croisée de plus d'un mètre de haut, cet outil expérimental contribue à l'étude des plateformes offshore.
Adossés à ces équipements structurants, on retrouve des équipes scientifiques travaillant sur les matériaux du génie civil, les structures (GEM), les ambiances architecturales (CERMA et IRSTV).
Ce pôle a été délabellisé en mai 2010 (CDIAT du 11 mai 2010).